# Pteris viscosa
Pteris viscosa là một loài thực vật có mạch trong họ Pteridaceae. Loài này được (J. St.-Hil.) T. Moore miêu tả khoa học đầu tiên năm 1858.